# Dengue
El dengue, anomenat també febre vermella, grip tropical, dandy fever o seven-day fever (uns noms obsolets), febre de la polca, i febre trencaossos (en alguns països d'Amèrica Llatina), és una malaltia infecciosa d'origen víric, reemergent, epidèmica, zoonòtica i antroponòtica, que es transmet per la picada d'un mosquit.
Els símptomes més característics del dengue són febre, dolor intens a les articulacions i músculs, inflamació dels ganglis limfàtics i erupció cutània petequial. Amb freqüència té una evolució de sis a set dies, però la convalescència és llarga i lenta.
Una forma més greu és el dengue hemorràgic, caracteritzat per hemorràgies generalitzades i una baixada perillosa de les plaquetes, que ocasiona la mort en més del 20 per cent dels casos segons estudis de l'OMS. S'ha vist que en nens menors de quinze anys, hi pot haver un estat de xoc hipovolèmic del sistema circulatori, així com dolors abdominals. En aquest cas, sense perfusió, la mort és inevitable.
És freqüent en zones de l'Índia, Pakistan, Bhutan, Bangladesh, Myanmar, Àsia Sud-oriental, Amèrica Central i Amèrica del Sud i Àfrica central i Occidental. Encara que sigui originària de les zones tropicals i subtropicals del món, s'han detectat diversos casos a Europa. A Catalunya, es va aïllar per primera vegada el virus del dengue en mosquits locals l'any 2015 i el primer cas humà autòcton de la malaltia es va identificar el 2018 a la província de Barcelona.
És causada per qualsevol de les quatre soques víriques DEN-1, DEN-2, DEN-3 o DEN-4 que estan estretament relacionades. La immunitat a llarg termini que s'obté després de patir la infecció és específica de la soca responsable i no de les altres. A més a més, la successió d'infeccions per soques diferents potencia la probabilitat de patir l'anomenat dengue hemorràgic, que és molt més mortal.
L'OMS la inclou, juntament amb la chikungunya, a la llista de malalties tropicals desateses.
N'existeix una altra soca, anomenada DEN-5, que només es transmet entre primats no humans de les selves asiàtiques.

## Etiologia
El virus del dengue (DENV) pertany a la família Flaviviridae i al gènere Flavivirus. El criptograma dels Flavivirus és R/1: 4/8: Se/S I,V/C,O Ve/Ac,Di. Per tant, es tracta d'un virus ARN monocatenari no segmentat, d'alta variabilitat genòmica i amb un àcid nucleic de pes molecular relativament baix. La seva mida va dels 30 als 50 nanòmetres, la càpsida que envolta el material genètic (nucleocàpsida) és de simetria icosaèdrica i presenta una coberta externa constituïda per proteïnes C, E i M. Entre la coberta externa i la nucleocàpsida es troba una membrana lipídica que deriva de la membrana cel·lular de la cèl·lula hoste. La proteïna C té 11 kilodaltons (kDa), la E 53 kDa i tres dominis proteics diferents i la M 8 kDa. La proteïna M és un petit fragment proteolític de la seva forma precursora prM, de 21 kDa. La resposta més primerenca dels anticossos humans es dirigeix majoritàriament contra les proteïnes E i prM. El DENV té un marcat tropisme per molts òrgans del cos humà i per les cèl·lules dendrítiques, els macròfags i els trombòcits, en especial. És un virus inestable al medi ambient que es pot inactivar amb facilitat mitjançant calor, dessecació i desinfectants que continguin detergents o dissolvents lipídics. La llum fluorescent de banda estreta amb blau de metilé pot inactivar completament el virus en pocs minuts. S'han descobert alguns compostos que degraden amb molta eficàcia la proteïna E del DENV.
Afecta tant vertebrats com invertebrats. Les vies d'infecció són per contacte indirecte o per via congènita. Es transmeten per vector, més concretament àcars i dípters. És la malaltia transmessa per artròpodes més freqüent en els éssers humans.

## Transmissió
El DENV és un arbovirus que es transmet als humans mitjançant la picada de les femelles (hematòfagues) de mosquit infectades. Els mosquits involucrats són els de l'espècie Aedes aegypti i amb menor freqüència els de l'espècie Aedes albopictus (mosquit tigre), un mosquit en expansió arreu del món. Als espais selvàtics d'Àfrica, altres espècies del gènere Aedes, com ara Aedes furcifer, Aedes luteocephalus i Aedes taylori també poden trasmetre el DENV. Encara que generalment la temperatura òptima per a la transmissió del DENV oscil·la entre els 32 i els 33 °C, els mosquits Aedes el poden transmetre de manera efectiva a una temperatura mínima d'uns 15 °C. L'abundància o no d'exemplars adults d'Aedes és un bon indicador del risc de transmissió del virus del dengue en una zona determinada. A hores d'ara, la distribució mundial de les dues espècies de mosquits implicades de manera majoritària en la transmissió del DENV és la més gran mai registrada i s'ha comprovat que a diversos llocs són resistents als insecticides més comuns. S'han fet estudis sobre alguns mètodes per controlar biològicament els mosquits transmissors del dengue.

## Característiques del vector

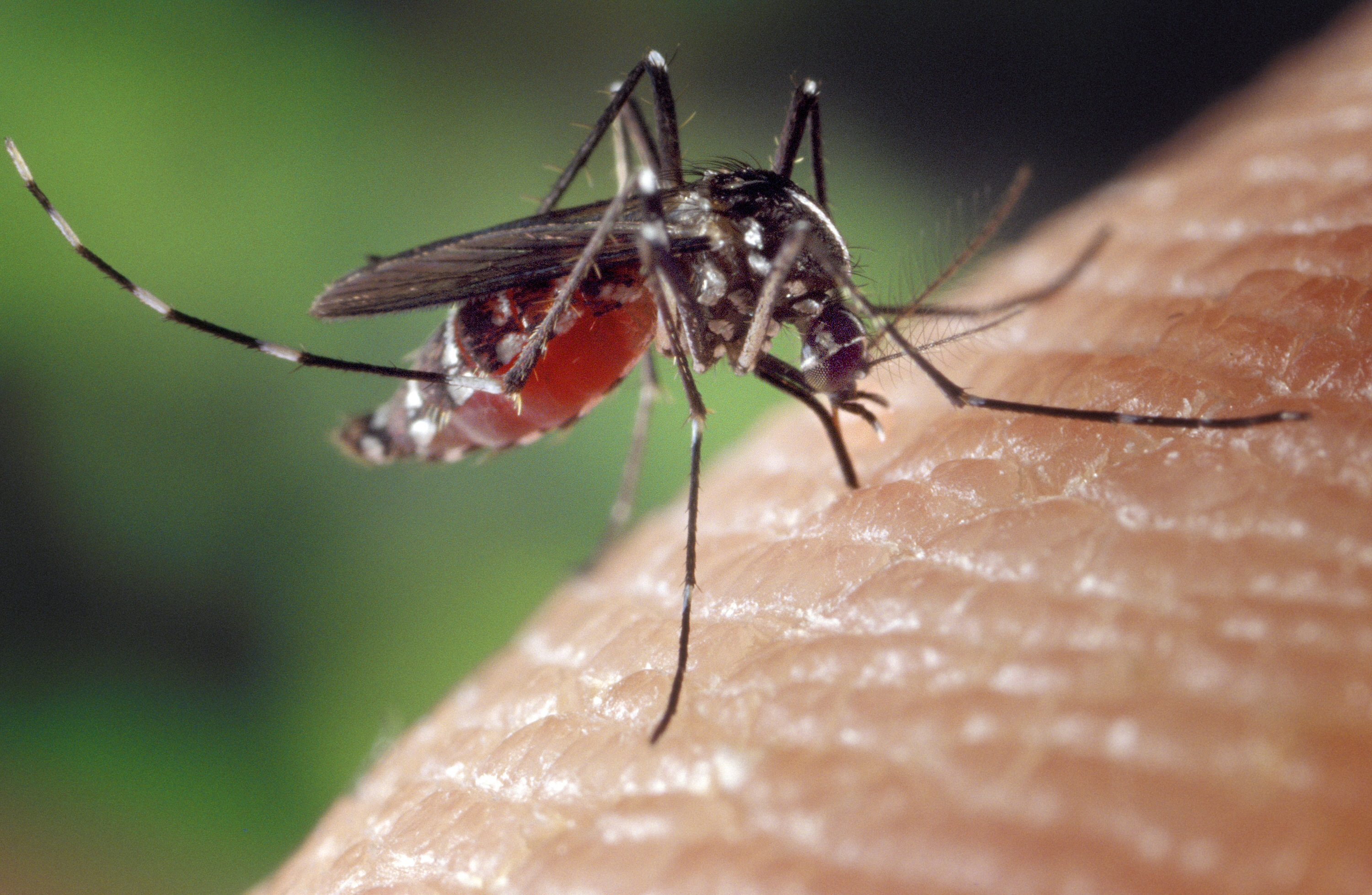
Aedes aegypti

Aedes aegypti és una espècie diürna, amb major activitat de picada dues hores després de la posta de sol i diverses hores abans de l'alba. En medis urbans, viu i diposita els seus ous als voltants i interior de les cases: en recipients utilitzats per a l'emmagatzematge d'aigua per a les necessitats domèstiques i en gerros, pots, pneumàtics vells i altres objectes que facin d'envàs d'aigua. La seva capacitat de vol és d'uns 100 metres, per la qual cosa el mosquit que pica és el mateix que un ha criat. La infecció pel DENV en els mosquits A. aegypti femelles augmenta la seva activitat locomotriu. El nombre de vegades que un A. aegypti portador del DENV pot picar als éssers humans varia segons la zona geogràfica on es troba l'espècie.

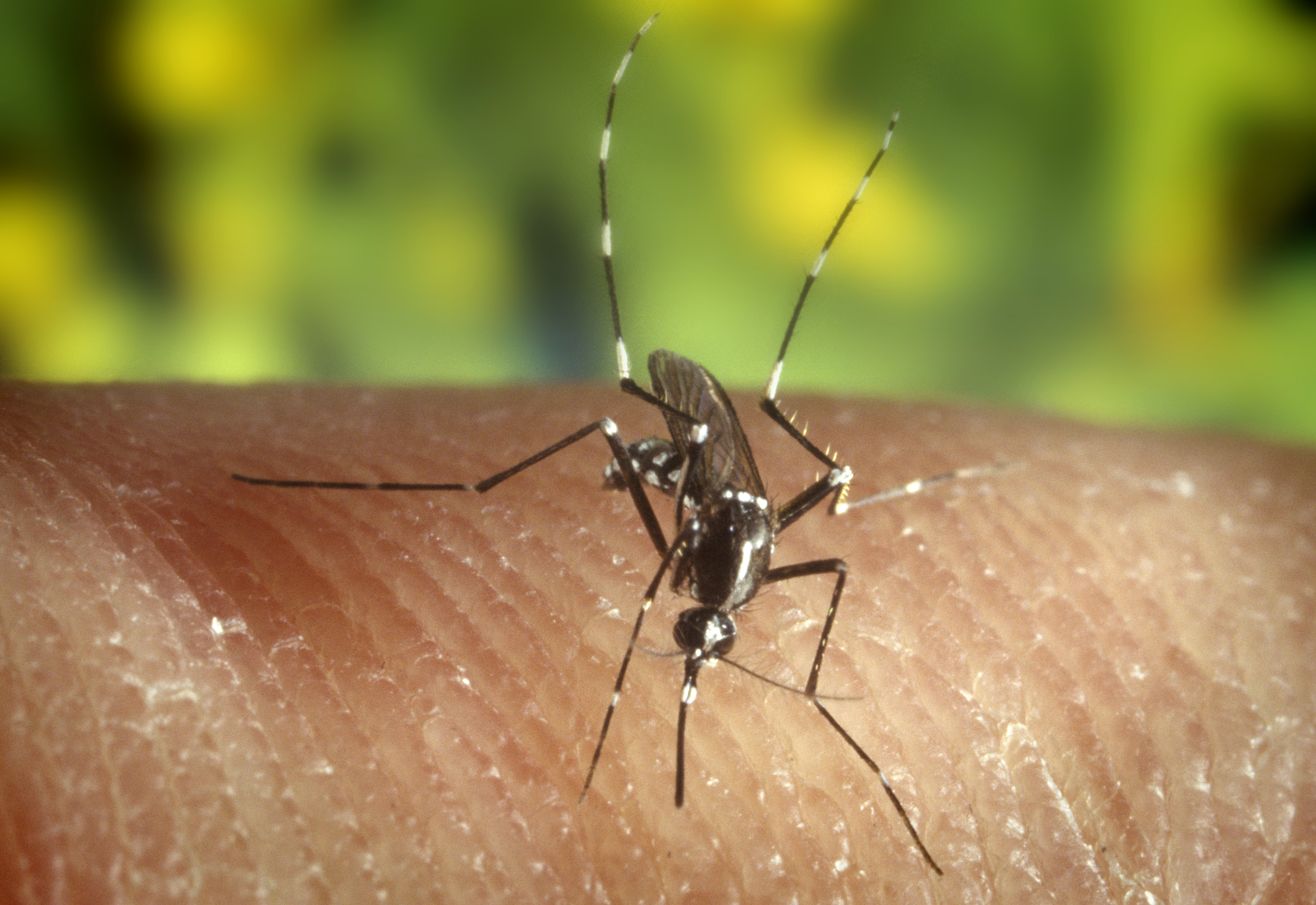
Aedes albopictus (mosquit tigre)

Aedes aegypti és responsable de la transmissió dels virus tant del dengue com de la chikungunya, la febre de Zika i la febre groga. El mosquit infectat (amb capacitat infectiva) transmetrà càrrega vírica a tot humà que piqui.

### Poblacions susceptibles
Tota persona que és picada per un mosquit infectat pot desenvolupar la malaltia, la qual té unes característiques clíniques i analítiques que difereixen significativament entre nens i adults. La infecció genera immunitat de llarga durada contra el serotip específic del virus. No protegeix contra altres serotips.

### Etapes del cicle de transmissió del virus del dengue

#### En el vector
Un mosquit hematòfag femella pica un humà infectat que presenta una fase de virèmia (presència de virions en sang). Arriba a l'aparell digestiu i envaeix les cèl·lules mesentèriques. Comença la replicació a l'epiteli intestinal, ganglis nerviosos i ganglis limfàtics del mosquit. Comparativament, la susceptibilitat a la infecció pel virus del dengue de l'espècie Aedes aegypti després d'haver-se alimentat de la sang d'una persona virémica és major que la de l'espècie A. albopictus.
El virus es disseminarà per altres teixits a través principalment dels prohemòcits de l'hemolimfa, arribant a les glàndules salivals. Allà, queda en estat latent fins que la femella torna a picar a un altre individu. D'ençà que el mosquit s'infecta fins que es torna un potencial transmissor d'aquest virus passen entre vuit a dotze dies. Les soques DEN-3 i DEN-4 necessiten molts més virus per infectar completament un mosquit Aedes. aegypti que les DENV-1 i DEN-2. La infecció en el mosquit durarà tota la seva vida. Serà transmissor del virus a totes les persones a les que piqui en el que li quedi de vida. La saliva del mosquit conté l'enzim proteasa serina, el qual facilita la disseminació del DENV en l'organisme del mamífer hoste. Aquest enzim, juntament amb l'acció de diverses proteïnes presents en el sialoma del mosquit, redueix la capacitat de resposta del sistema immunitari humà contra el DENV. El microbioma de les diferents poblacions naturals d'Aedes aegypti influeix en el major o menor èxit de la transmissió del DENV dels mosquits als humans.

#### En l'ésser humà

##### Entrada
Quan un mosquit vector del virus s'alimenta, el DENV es diposita a l'interior de la pell de la persona i infecta diverses cèl·lules de la zona on ha picat, entre elles queratinòcits, fibroblasts, cèl·lules de Langerhans, mastòcits, macròfags i cèl·lules dendrítiques cutànies. Un cop dins del cos humà els virions es dirigeixen per via sanguínia als nòduls limfàtics i a diversos òrgans, com ara el fetge, i entren a les seves cèl·lules per endocitosi amb el receptor.
Aquest receptor és mediat per les proteïnes E, que es troben constituint part de la seva coberta. Aquesta mateixa proteïna és la que li permet reconèixer les seves cèl·lules diana unint-se amb cadherines de les membranes específiques, que actuen com a receptor. Per tant, les membranes del virus i de la cèl·lula diana es fusionen alliberant així el virus dins la cèl·lula. Aquest fusionarà llavors amb un endosoma en el qual es processaran les poliproteïnes.

#### Replicació del virus i formació de nous virions

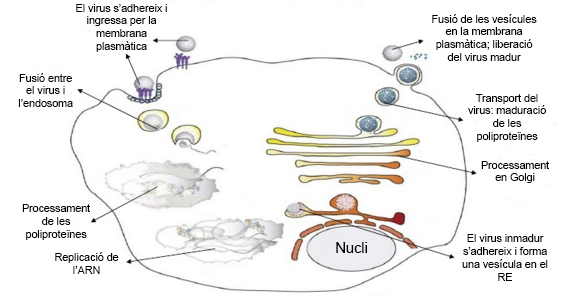
Entrada, replicació i alliberament cel·lular del virus del dengue

Inicia la seva replicació en el citoplasma cel·lular utilitzant la maquinària de transcripció de la cèl·lula. L'ARN del virus actua com a missatger, és traduït en els ribosomes i es genera una poliproteïna de mida gran que actuarà com a precursora de les proteïnes víriques individuals. A la membrana del reticle endoplasmàtic de la cèl·lula (o en la membrana cel·lular si es tracta de la cèl·lula del mosquit) és on s'acaba de formar el virió; la partícula vírica ja infectiva i madura. Segons estudis in vitro, la catequina té la capacitat d'inhibir la fase posterior a l'entrada del virus en alguns tipus de cèl·lules cultivades humanes, un fet de gran interès pel disseny de futurs medicaments antivírics contra la infecció pel DENV basats en aquest compost polifenòlic natural.

#### Alliberament del virus
S'allibera a la sang per lisi cel·lular causant una virèmia que dura entre quatre i cinc dies i que infecta leucòcits i teixit limfàtic produint símptomes clínics de gravetat variable. Les quatre soques de DENV existents provoquen nivells alts de virèmia en humans (de l'ordre de 108 MID50 ml-1) (MID50: median infectious dose). Durant aquesta fase d'elevada virèmia la picada d'un mosquit suposa la recol·lecció de partícules víriques; els nous virions s'incorporen i el cicle torna a començar.

## Serotipus
Les infeccions per dengue són causades per quatre soques del virus que s'han classificat segons criteris clínics, biològics, immunològics i moleculars: DEN-1, DEN-2, DEN-3 i DEN-4. Aquestes quatre variants del virus s'anomenen serotipus perquè cadascuna presenta diferents interaccions amb els anticossos en el sèrum de sang humana. Els diversos serotipus del DENV són similars i comparteixen aproximadament un 65 per cent dels seus genomes, però fins i tot dins d'un mateix serotipus hi ha una certa variació genètica. Malgrat aquestes diferències, la infecció per cadascun dels serotipus presenta la mateixa simptomatologia.
Després de recuperar-se d'una infecció causada per un serotipus del dengue, la persona té immunitat contra el serotipus causant en concret però només queda protegit de noves infeccions causades pels serotipus restants de dos a tres mesos. Per tant, no és una protecció a llarg termini per tots els serotipus, ja que després d'aquest període un individu pot estar infectat amb qualsevol dels tres restants. La infecció simultània per dos o més serotips del virus és un fet poc usual, però possible.
Tots quatre serotips són capaços de produir una infecció asimptomàtica, una malaltia febril transitòria o quadres més greus que arriben a produir la mort. Dins de cada serotip hi ha diferents variants genètiques (ja que es tracta d'un virus amb un genoma molt divers) i poden ser més o menys virulentes unes que altres.

### Origen
Pel que fa al seu origen, els científics suposen que el virus del dengue va evolucionar en primats no humans a partir de llinatges de DENV existents a la selva tropical i després va passar d'aquests primats als éssers humans de l'Àfrica o del sud-est d'Àsia fa entre 500 i 1.000 anys, entre els quals van prosperar les formes epidèmiques/endèmiques de la infecció pel dengue.

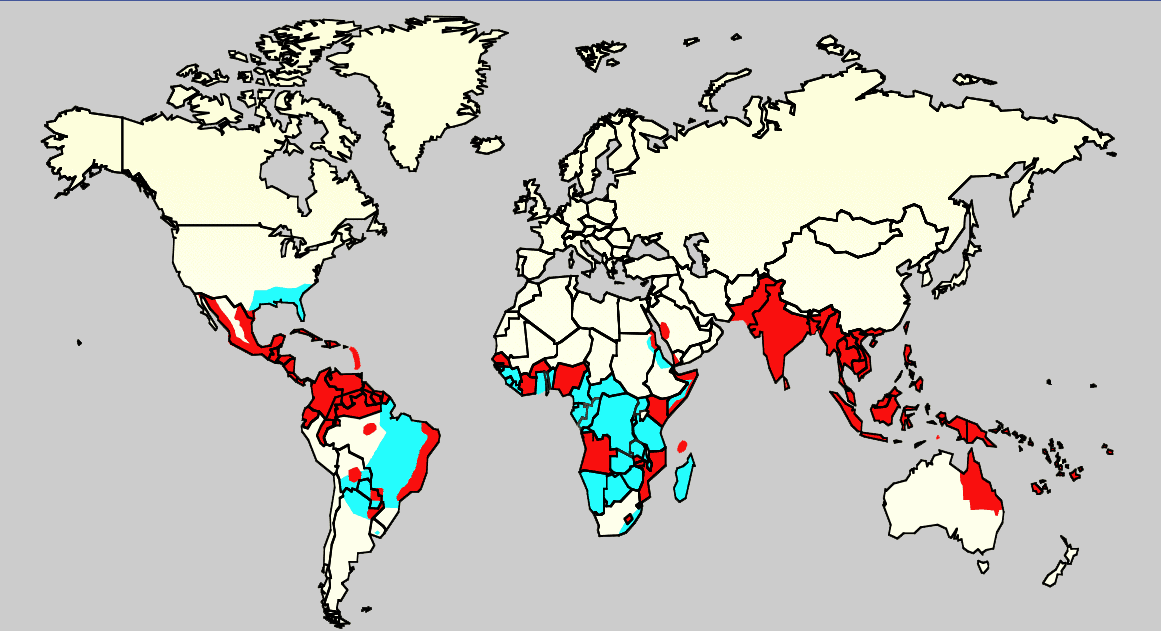
Mapa que mostra la distribució de la febre del dengue al món, a partir de 2006. Mapa elaborat pel Servei d'Investigació Agrícola del Departament d'Agricultura dels EUA.
Blau: zones infestades dAedes aegypti. Vermell: zones amb Aedes aegypti i dengue epidèmic recent.

### Descobriment de la primera soca
El 1943, Ren Kimura i Susumu Hotta van ser els primers a aïllar el virus del dengue. Aquests dos científics estaven estudiant mostres de sang que es van prendre a pacients aquell mateix any durant l'epidèmia del dengue a Nagasaki, Japó. Un any després, Albert B. Sabin i Walter Schlesinger van descobrir també el virus del dengue que ara es coneix com a dengue virus 1 (DEN-1).

### Evolució geogràfica
En la dècada de 1970 els focus d'infecció estaven bastant localitzats: d'una banda al sud-est asiàtic s'hi trobaven les quatre soques; per altra banda, a Amèrica Central i Àfrica hi eren presents exclusivament DEN-1 i DEN-2. Però l'any 2004 la distribució geogràfica dels quatre serotipus ja s'estenia àmpliament. DENV-3 va causar l'epidèmia de dengue a Cap Verd dels anys 2009 i 2010. Actualment els quatre serotipus de dengue circulen junts en les regions tropicals i subtropicals de tot el món, com ara el Carib.

## Epidemiologia
L'Organització Mundial de la Salut (OMS) registra una incidència de 390 milions d'infeccions per virus del dengue (DENV) a l'any, de les quals 96 milions es manifesten clínicament. Segons les dades del pla estratègic mundial de l'OMS contra el dengue i altres malalties arbovíriques transmeses per mosquits Aedes corresponent al període Setembre 2024-Setembre 2025, durant els sis primers mesos de l'any 2024 més de 10,9 milions de casos de dengue (5,6 milions confirmats), incloent 24.000 casos greus i 6.500 casos de mort per la malaltia van ser comunicats des de totes les demarcacions geogràfiques d'aquesta Organització. A més, s'estima que ben bé la meitat de la població mundial estarà aviat en risc d'infecció pel DENV. La prevenció del dengue es basa principalment en el control dels seus vectors. L'ús de xarxes impregnades amb piretroides ha demostrat ser una mesura efectiva contra l'entrada a les llars dels mosquits transmissors d'aquesta malaltia infecciosa.
Es tracta d'una malaltia hiperendèmica degut als múltiples serotips de virus existents estretament relacionats amb les estacions de l'any. La major incidència i, en particular, les epidèmies d'aquesta zoonosi en els països endèmics s'han associat tradicionalment amb l'estació humida i el fenomen del El Niño està relacionat amb l'increment de diverses malalties transmeses per vectors, incloent el dengue. Quan un pacient sobreviu a la infecció adquireix immunitat de per vida contra el DENV d'aquell serotipus en particular. Existeix immunitat creuada (cap als altres serotipus); però és parcial i temporal. No tan sols això sinó que una nova infecció per una nova soca (diferent serotipus) pot agreujar la simptomatologia. D'aquesta manera, quan la immunitat creuada desapareix, l'individu no només és més susceptible de tornar a infectar-se amb un altre serotipus sinó que té més risc de presentar una simptomatologia més greu.
Existeixen diverses investigacions liderades pel microbiòleg nord-americà Scott B. Halstead, segons les quals el dengue hemorràgic és més probable en pacients que presenten infeccions secundàries per un serotipus diferent a la infecció primària. Els anticossos específics poden incrementar o «amplificar» la replicació vírica per un efecte conegut com a potenciació per anticossos de la infecció. Aquest es tradueix en una elevada replicació vírica i en un augment de la virèmia, fets que condicionen i afavoreixen el desenvolupament de la malaltia. A més, a través d'un fenomen que rep el nom de pecat original antigènic, el sistema immunitari no és capaç de respondre adequadament a la infecció i aquesta s'agreuja fortament.
El període d'incubació de la malaltia varia entre tres i quatre díes, passant generalment de cinc a set dies des de la picadura fins a l'aparició dels símptomes. El període de transmissió de l'home al mosquit és d'uns tres a set díes i aquest es torna infectant de vuit a dotze díes després d'ingerir sang virèmica i roman infectat tota la vida. Aquesta malaltia generalment no es transmet entre persones, però la transmissió vertical mare-fill del DENV a través de la llet materna és possible. Els casos de dengue congènit en nounats són poc habituals i es veuen sobretot a regions on la malaltia és endèmica. La infecció pel DENV durant l'embaràs pot causar avortament espontani, part prematur, baix pes del nadó o mort del fetus, de la mare o del nounat. Així mateix, patir un dengue simptomàtic al llarg de la gestació augmenta considerablement el risc de malformacions congènites del sistema nerviós fetal. En cas d'infecció pel DENV, els receptors d'un trasplantament renal tenen un risc més alt de mort que la població general, ja que reben fàrmacs immunosupressors per evitar el rebuig.
Avui en dia, el dengue és considerat com una malaltia reemergent: el canvi climàtic, la globalització i l'augment de moviments internacionals tant de persones com d'objectes faciliten la propagació dels mosquits vectors i del DENV que transmeten a noves zones. Entre aquestes destaquen els medis urbans, llocs on es registren les epidèmies més importants. És la segona infecció zoonòtica més comuna al món, només per darrere de la malària. El primer cas autòcton d'infecció pel virus del dengue en el continent europeu va ser detectat a Albània l'any 1979. Coincidint amb l'arribada i assentament del mosquit A. albopictus a Europa, el 2010 es va confirmar la presència de casos autòctons a França i Croàcia. El 2018 es van diagnosticar els primers sis casos autòctons de dengue a Espanya, quatre d'ells causats per un DENV amb la mateixa seqüència genètica. Segons les dades de la Red Nacional de Vigilancia Epidemiológica, l'any 2023 es van registrar a l'Estat espanyol tres casos autòctons d'un total de 615 infeccions pel DENV. El mateix any es van detectar 76 casos autòctons de dengue a Itàlia (Ciutat metropolitana de Roma Capital i províncies de Lodi i Latina) i 43 a França (regions d'Illa de França, Occitània, Provença-Alps-Costa Blava i Alvèrnia-Roine-Alps).
El dengue es troba principalment en la zona intertropical: abans limitada al sud-est d'Àsia (Xina, Taiwan, el Vietnam, Malàisia, Indonèsia, Cambodja, Laos, Singapur, Filipines, Timor Oriental, Tailàndia), ara s'estén per les terres baixes i algunes valls centrals del Nepal, per l'oceà Índic (Sri Lanka, Maurici, Maldives, Illa de la Reunió), pel Nord (Illes Marshall, Illes Hawaii), Est (illes Galápagos, Illa de Pasqua) i Sud de l'oceà Pacífic (illes Salomó, Illes Cook, Vanuatu, Papua Nova Guinea, Samoa Nord-americana, Fiji, Nova Caledònia, Tahití, Moorea i altres illes de la Polinèsia Francesa) pel nord-est d'Austràlia (Queensland), per l'illa de Guam, pel sud-est de l'Iran, per l'Afganistan, per l'Orient Mitjà (Líban, Iemen, Oman, Aràbia Saudita), per diverses governacions del sud-est d'Egipte, per les Petites Antilles (Curaçao, Illes Verges Nord-americanes, Sint Eustatius, Saint Kitts i Nevis, Trinitat i Tobago, Barbados, Guadalupe i Martinica), per Jamaica, pel sud dels Estats Units (Florida, Texas), per l'oceà Atlàntic equatorial (São Tomé i Príncipe), per Madeira i per Amèrica Llatina, on els casos diagnosticats s'han multiplicat molt en els últims anys. El 2023 es van registrar 4,6 milions de casos a tot el continent americà, un 64 per cent més que l'any anterior.

## Símptomes
Aquesta malaltia infecciosa mostra els primers símptomes després d'un període d'incubació de dos a set dies des de la picada del mosquit, i pot durar de tres a cinc dies, encara que rares vegades persisteix fins més d'una setmana. L'infectat mostra febre sobtada, que sol aparèixer acompanyada de mals de cap, erupcions a la pell que s'assemblen molt a les del xarampió, dolor al voltant dels ulls i darrere dels globus oculars, escotoma, dificultat per llegir, artràlgies i miàlgies, cansament i dolors musculars i articulars, pels quals el dengue és conegut en castellà com la quebradora i en català com a febre trenca-ossos o malaltia trenca-ossos.
El dengue es caracteritza per l'aparició d'exantema per tot el cos: erupció de color vermell brillant que pot formar petèquies; uns puntets vermells de sang a la superfície cutània causats per un augment de la permeabilitat capil·lar. Sol aparèixer en primer lloc a les extremitats inferiors i al tòrax dels pacients, d'on s'estén per a abastar la major part del cos. També pot causar bronquiolitis, gastritis, dolor abdominal, esplenomegàlia, hematoma esplènic espontani, abdomen agut per intussuscepció ileocecal, transaminases elevades, augment de l'enzim quimasa (una hidrolasa) en sèrum, hipertèrmia maligna, nàusees, vòmits i/o diarrea. En alguns casos es desenvolupen símptomes molt més lleus que, quan l'erupció encara no s'ha manifestat, poden ser diagnosticats com signes de la grip o d'altres infeccions víriques poc importants. Així, els turistes que tornen de zones tropicals porten de vegades el dengue als seus països d'origen en no haver estat correctament diagnosticats durant l'apogeu de la seva malaltia. Poc més del 50 per cent de totes les infeccions pel virus del dengue cursen de manera asimptomàtica i no sempre és fàcil detectar-les. La concurrència en un mateix individu de dengue i paludisme, de dengue i febre tifoide, de dengue i hepatitis A, de dengue i tifus de les bardisses (febre fluvial japonesa), de dengue i chikungunya o de dengue i herpes zòster s'ha descrit eventualment. Els pacients amb dengue poden transmetre la infecció a través de mosquits i d'una transfusió de sang, de plasma ric en plaquetes o d'altres productes derivats de la sang, només mentre es troben encara febrils.
Existeixen dos tipus de presentacions de la malaltia: el dengue clàssic i l'hemorràgic.

### Dengue clàssic
El dengue clàssic dura al voltant de sis a set dies, amb un petit símptoma de febre en el moment del final de la malaltia (l'anomenat «patró bifàsic»). Clínicament, la recuperació sol acompanyar-se de fatiga, limfadenopaties i leucopènia amb limfocitosi relativa. El recompte de plaquetes baixarà fins que la temperatura del pacient es normalitzi. En alguns casos, s'observa trombocitopènia (menys de 100.000 plaquetes per mm3) i/o increment de les aminotransferases.

### Dengue hemorràgic
Els casos de dengue hemorràgic mostren major febre, amb durades de cinc a set dies, acompanyada de fenòmens hemorràgics, destret respiratori, embassament pleural, trombocitopènia i hemoconcentració. En aquest tipus de dengue el pacient pot sagnar per les genives, per l'orina i pot tenir pèrdues de sang en el tub digestiu, també pot presentar hematomes degut a hemorràgies internes a la pell En una petita proporció de casos apareix la síndrome de xoc per dengue, la qual té una alta taxa de mortalitat.

## Complicacions de la infecció pel virus del dengue
Algunes complicacions del dengue més o menys comunes o que han estat descrites per primera i única vegada són la ruptura esplènica espontània, la pancreatitis aguda, l'apendicitis aguda, l'infart de nòdul limfàtic, la maculopatia (lesions a la retina), la inflamació de la fòvea òptica (foveolitis), el glaucoma d'angle obert agut bilateral, l'escleritis necrotitzant, la panoftalmitis (inflamació d'origen infecciós de totes les estructures de l'ull), la necrosi hemorràgica massiva del fetge, la insuficiència hepàtica aguda, la colecistitis alitiàsica, l'encefalitis vírica, la psicosi aguda, la cerebel·litis (inflamació del cerebel), la meningoencefalitis aguda, la sacroiliïtis unilateral, la intussuscepció (desplaçament d'una part de l'intestí cap a l'interior de la porció següent) ileocecal, la paràlisi diafragmàtica, la paràlisi unilateral del múscul recte lateral de l'ull, la paràlisi unilateral del nervi motor ocular comú, la paràlisi del nervi hipoglòs, la tetraparèsia hipopotassèmica, la paràlisi del nervi toràcic llarg, la paràlisi facial, la paràlisi flàccida aguda hipopotassèmica, la síndrome de Guillain-Barré, la infecció del moll d'os amb síndrome hemofagocítica associada, la síndrome de Miller Fisher (una variant de la síndrome de Guillain-Barré en la qual l'organisme produeix anticossos contra la beina de Schwann dels nervis del sistema nerviós perifèric), la síndrome hemoliticourèmica atípica, el parkinsonisme, la síndrome de compressió de la cua de cavall, la mielitis transversa, la neuropatia multifocal motora (una de les formes cròniques de la neuropatia perifèrica), la mononeuropatia múltiple (una neuropatia caracteritzada per l'afectació de diversos nervis raquidis o de diversos nervis cranials, de forma asimètrica i asincrònica), l'hematoma subdural agut espontani, l'hemorràgia intracranial, l'hemorràgia intradural espinal espontània, l'accident vascular cerebral isquèmic, la síndrome d'alliberament de citocines, la púrpura trombocitopènica trombòtica, la limfohistiocitosi hemofagocítica, l'anèmia aplàstica, l'anèmia hemolítica, la miopatia necrotitzant d'origen immunitari, la rabdomiòlisi, la insuficiència cardíaca, la bradicàrdia relativa, el blocatge auriculoventricular complet (de tercer grau), la fibril·lació auricular aguda, la miocarditis, la cardiomiopatia de takotsubo, la miopericarditis (pericarditis aguda amb signes de necrosi miocardíaca), la glomerulonefritis membranoproliferativa tipus 1, la necrosi tubular aguda, la necrosi del còrtex renal, l'hipoacúsia neurosensorial sobtada, la candidosi disseminada, la urticària aguda i el priapisme arterial.

## Diagnòstic
El diagnòstic de dengue, en general, es fa clínicament. La característica clàssica és febre alta sense cap indici d'infecció prèvia, així com una erupció amb petèquies, leucopènia i trombocitopènia. La definició de l'OMS de la febre hemorràgica pel virus del dengue ha estat en ús des de 1975 i s'ha revisat diverses vegades. Els quatre criteris necessaris per a diagnosticar la malaltia són:
1. Febre.
2. Tendència hemorràgica (prova del torniquet positiva, hematoma espontani, sagnat de la geniva, del lloc d'una injecció, vòmit de sang o diarrea sanguinolenta, etc.). Trombocitopènia (menys de 100.000 plaquetes per mm3 o també estimat com menys de 3 plaquetes per cada camp microscòpic d'alta magnificació), augment del temps de protrombina i del temps de tromboplastina parcial activat.[276]
3. Prova de l'extravasació del plasma: hematòcrit més de 20 per cent superior al previst o caiguda de l'hematòcrit del 20 per cent o més del valor inicial després d'administrar líquids intravenosos.[277] Presència d'embassament pleural, ascites[278] o hipoproteinèmia.
4. Síndrome de xoc per dengue (SSD), que es defineix com el dengue hemorràgic, més pols arterial feble i accelerat, reducció de la pressió del pols (menys de 20 mm Hg), calfreds, pell humida i agitació, hepatomegàlia[279] i hipoalbuminèmia.[280]

Per a confirmar el diagnòstic de dengue és imperatiu fer les proves analítiques que formen el diagnòstic biològic.

### Diagnòstic biològic

#### Proves directes
- Prova de l'antigen NS1: NS1 és una proteïna no estructural produïda excessivament durant la replicació del virus. És una proteïna sintetitzada pels flavivirus i secretada per les cel·lules dels mamífers. L'any 1970, va ser descrita per primera vegada com a antigen circulant víric en el sèrum de pacients amb dengue i avui dia és un eficaç biomarcador d'aquesta malaltia. La seva secreció provoca una forta resposta humoral per part del sistema immunitari de l'organisme. Es pot detectar la presència de l'antigen NS1 de diverses formes: ELISA (especificitat del 100 per cent i sensibilitat del 90 per cent), per tècnica immunocromatogràfica (ICT) o per una prova de neutralització de reducció de placa (PRNT).
- PCR, detecció de l'àcid ribonucleic (ARN) víric: mètode del RT-PCR (Reverse Transcriptase-Polymerase Chain Reaction). És l'únic procediment analític que determina el serotip de la soca present en un individu. Permet també vigilar el moviment de les epidèmies a través del món.
- Detecció del virus: es recullen mostres de sang perifèrica, de plasma i de sèrum dels pacients en fase aguda de la malaltia o directament de teixits en cas de mort. Aquestes mostres s'inoculen en un cultiu cel·lular (de cel·lules de mosquit o de mamífer). S'ha demostrat que els aïllaments a partir de mostres de sang donen un millor resultat que a partir de mostres de sèrum o de plasma. S'ha detectat el virus del dengue en teixits i òrgans com el fetge, la retina, el cor, la placenta, el cervell, la melsa i gangli limfàtic, entre d'altres. Aquest mateix aïllament serveix també per a detectar el tipus de serotip que presenta l'indiviu utilitzant anticossos específics en una prova de immunofluorescència.

#### Proves indirectes
- Serologia: 
- els IgM-anti-Dengue es poden detectar al cap d'uns dies amb la tècnica ELISA (sensibilitat del 95 per cent però especificitat variant). S'han trobat problemes de reaccions creuades amb altres malalties infeccioses importants (hepatitis A, febre de Zika,[297] febre tifoide per Salmonella typhi,[298] febre groga,[299] paludisme, ...); per tant s'ha d'anar amb precaució quan es té un resultat positiu aïllat. Una nova prova serològica al cap de quinze dies permet confirmar el diagnòstic de dengue. Aquest tipus de prova pot donar un resultat fals positiu en un malalt amb lupus eritematós sistèmic i sense infecció pel DENV.[300]

- els IgG-anti-Dengue, en canvi, no se solen mirar: apareixen més tard que els IgM i a més la gran majoria de la població a la qual se li farà la prova ja haurà estat en contacte amb algun altre serotip de dengue en el seu passat i, per tant, presentarà IgG específics.[301]

### Prova del torniquet
La prova del torniquet o del llaç ha sigut aprovada per l'OMS i permet determinar la fragilitat del capil·lar per avaluar la tendència hemorràgica del pacient infectat pel dengue.
Consisteix a posar un maneguet de pressió arterial al braç del pacient i aplicar una pressió representant la mitja de la pressió sistòlica i diastòlica del pacient durant 5 minuts. Si apareixen com a mínim 10 petèquies en 2,5 cm² es pot considerar positiva la prova. En el cas de dengue hemorràgic, segons l'OMS, es detecten unes 20 petèquies en 2,5 cm².
Aquesta prova té una baixa sensibilitat a l'hora de fer la diagnosi diferencial de la malaltia i en determinats casos es convenient repetir-la, ja que pot donar falsos positius en cas d'una fragilitat capil·lar no lligada al dengue o falsos negatius en la fase aguda de la infecció.

### Diagnòstic diferencial
La febre del dengue pot confondre's fàcilment amb malalties no relacionades amb aquest, especialment en situacions no epidèmiques i països on el virus no és endèmic. Segons origen geografic del pacient, s'han de descartar les infeccions per flavivirus no relacionats amb el dengue. Aquestes inclouen la febre groga, l'encefalitis japonesa, l'encefalitis de Saint Louis, el Zika i la febre del Nil Occidental. També cal distingir del dengue les infeccions per alfavirus (com ara Chikungunya i Sindbis) i altres causes de febre com malària, leptospirosi, febre tifoide, COVID-19, malalties per Rickettsia spp. (Rickettsia prowazeki, Rickettsia rickettsii, Rickettsia mooseri, Rickettsia conori, etc.), febre Q, febre Tsutsugamushi, rubèola, xarampió, enterovirus, síndrome inflamatòria multisistèmica pediàtrica, influença i malalties amb símptomes similars a la influença i diverses febres hemorràgiques (Arenaviridae: Junin; Filoviridae: Marburg, Ebola; Bunyaviridae: hantavirus, febre hemorràgica de Crimea-Congo, etc.). Excepcionalment, els trets clínics i analítics de la leucèmia promielocítica aguda (un tipus de leucèmia aguda mieloide) poden ser molt semblants als d'una infecció pel virus del dengue.

## Tractament
No existeix cap tractament per combatre el virus del dengue, sinó que se centra en una detecció ràpida de la malaltia i en apaivagar els símptomes que presenti el pacient. Per evitar un xoc s'ha de mantenir estable la volèmia i controlar les costants vitals del pacient: freqüència cardíaca, pressió arterial, freqüència respiratòria, etc. Mai es poden prendre medicaments antiinflamatoris com l'ibuprofèn o l'àcid acetilsalicílic (aspirina) perquè la seva acció pot agreujar o, fins i tot, induir les hemorràgies. Cal evitar l'ús de corticoides i d'antibiòtics, ja que es tracta d'una infeccío vírica. Si es mostren símptomes de deshidratació és necessari controlar-los i rehidratar-se bevent abundant líquid.
Per regla general, la taxa de mortalitat de la infecció clàssica pel virus del dengue és de menys d'un 1 per cent. En els casos de dengue hemorràgic, aquesta xifra ascendeix al 2-5 per cent si es disposa de tractament i, si no, pot arribar a causar un 50 per cent de morts.
L'absència de models animals adequats és un problema important a l'hora d'avaluar tractaments específics contra el dengue, ja que cap animal no humà infectat pel DENV experimentalment o pels seus vectors presenta manifestacions clíniques semblants a les de les persones amb la malaltia.

## Desenvolupament d'una vacuna

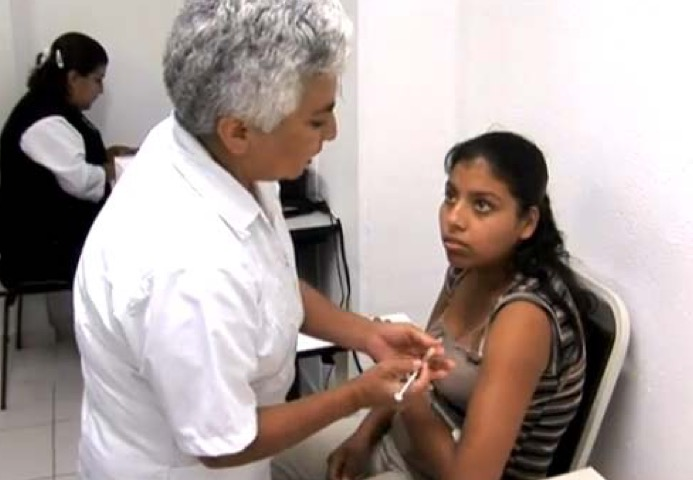
Administració d'una vacuna contra el dengue

Des de 1994, els laboratoris Sanofi Pasteur i altres empreses farmacèutiques han investigat per aconseguir vacunes contra el dengue.
-1994 Sanofi Pasteur va arribar a un acord amb el centre de desenvolupament de vacunes de la Universitat de Mahidol (Bangkok, Tailàndia).
-2001 Es va fer una prova de concepte d'una vacuna tetravalent atenuada contra el dengue, en dues dosis més reforç. Es va iniciar el desenvolupament d'una vacuna de segona generació obtinguda mitjançant tecnologia recombinant.
-2004 Es va aturar el desenvolupament de la vacuna degut a la reactogenicitat i a la subatenuació del serotip 3. Sanofi decideix prendre un nou camí amb una vacuna viva atenuada de segona generació.
-2006 Es va arribar a un acord amb la PDVI (Paediatric Dengue Vaccine Initiative), un grup que treballa en l'acceleració de la introducció d'una vacuna contra el dengue per a nens en països endèmics.
-2007 Resultats positius dels assajos clínics de fase II; prova de concepte de la vacuna candidata Sanofi Pasteur.
-2009 Sanofi Pasteur inicia un estudi pediàtric d'eficàcia clínica de la vacuna contra el dengue a Tailàndia.
-Juny de 2010 L'Administració d'Aliments i Fàrmacs dels Estats Units (USFDA) autoritza el tràmit accelerat per a la vacuna candidata contra el dengue de Sanofi.
-Octubre de 2010 La vacuna contra el dengue de Sanofi ingressa a un assaig clínic de fase III.
-Febrer de 2011 Hi ha un acord de l'Institut Internacional de Vacunes per a contribuir amb la PDVI, una organització sense ànims de lucre financiada per la Fundació Bill i Melinda Gates, enfocada a la conscienciació de la malaltia i al suport a la introducció de la vacuna contra el dengue.
-Juliol de 2012 Resultats de la fase IIb dels estudis clínics a Tailàndia que demostren la possibilitat d'una vacuna.
-Juliol de 2014 El primer assaig clínic mundial d'eficàcia de fase III incloent 10.275 nens a Àsia demostra una protecció contra la febre del dengue i la febre hemorràgica.
-Novembre de 2014 L'últim estudi de fase III amb més de 20.000 nens i adolescents a Amèrica Llatina és complert exitosament. L'estudi assoleix el seu objectiu primari i va demostrar l'eficàcia de la vacuna contra cada un dels quatre serotips del dengue.
-9 de desembre 2015 Sanofi anuncia que les autoritats mexicanes han concedit autorització de comercialització a Dengvaxia®, per la qual cosa és la primera vacuna al món que ha obtingut una llicència per a combatre el dengue.
-23 de desembre 2015 La Food and Drug Administration (FDA) de les Filipines concedeix l'aprovació de la vacuna Dengvaxia®. Es permet l'aplicació de la vacuna de manera preventiva en individus d'entre 9 i 45 anys que viuen en zones endèmiques de la malaltia.
- 17 de novembre 2017 Es posa de manifest que l'administració de Dengvaxia® a nens petits i persones seronegatives comporta un increment del seu risc de sofrir la forma greu del dengue.
-1 de juliol 2022 Publicats els resultats sobre l'eficàcia i la seguretat a tres anys de la vacuna candidata Takeda (TAK-003), desenvolupada pel departament de vacunes de Takeda Pharmaceutical Company.
-6 de març 2023 Un estudi demostra que l'administració de la vacuna tetravalent TAK-003 a nens i adolescents d'entre 4 i 16 anys que viuen en zones endèmiques redueix el seu risc de patir episodis seqüencials de dengue simptomàtic.
-30 de juny 2023 La USFDA aprova l'ús de Dengvaxia® en nens i adolescents d'entre 6 i 16 anys que viuen en zones endèmiques amb infecció pel virus del dengue confirmada prèviament per anàlisis de laboratori.
-1 de febrer 2024 Segons indiquen les dades de dos estudis d'infecció controlada, portats a terme en humans per un grup multidisciplinar d'investigadors nord-americans, la vacuna atenuada tetravalent TV005 protegeix contra els serotipus 2 i 3 del virus del dengue. El mateix mes i any es publiquen els resultats sobre l'eficàcia i la seguretat a quatre anys i mig de la vacuna tetravalent TAK-003.
L'Organització Mundial de la Salut (OMS) ha fet una crida per al desenvolupament d'una vacuna contra el dengue com una part essencial dels esforços de prevenció del dengue necessaris per a reduir significativament la càrrega de la malaltia a nivell mundial. L'OMS ha demanat als països endèmics, que són més de 100, reduir la càrrega de dengue en un 50 per cent i la morbiditat en un 25 per cent el 2020. Els resultats de diversos estudis indiquen que després de vacunar al 20 per cent de la població dels països endèmics, es podria reduir la càrrega de dengue un 50 per cent en el decurs dels següents 5 anys. Aquesta reducció de la malaltia es traduiria en un menor índex de persones infectades en un país determinat i, per tant, menys mosquits capaços de disseminar la malaltia. Això, finalment, faria possible un important descens del risc de la seva transmissió arreu del món.